# Чернёво (Софийская область)
Чернёво (болг. Черньово) — село в Болгарии. Находится в Софийской области, входит в общину Ихтиман. Население составляет 304 человека.

## Политическая ситуация
В местном кметстве Чернёво, в состав которого входит Чернёво, должность кмета (старосты) исполняет Иван Ангелов Арнаутски (Болгарская социалистическая партия (БСП)) по результатам выборов правления кметства.
Кмет (мэр) общины Ихтиман — Маргарита Иванова Петкова (Болгарская социалистическая партия (БСП)) по результатам выборов в правление общины.